# Fußball-Weltmeisterschaft 2010/Gruppe A
| Pl. | Land       | Sp. | S | U | N | Tore    | Diff. | Punkte |
| --- | ---------- | --- | - | - | - | ------- | ----- | ------ |
| 1.  | Uruguay    | 3   | 2 | 1 | 0 | 004:000 | +4    | 07     |
| 2.  | Mexiko     | 3   | 1 | 1 | 1 | 003:200 | +1    | 04     |
| 3.  | Südafrika  | 3   | 1 | 1 | 1 | 003:500 | −2    | 04     |
| 4.  | Frankreich | 3   | 0 | 1 | 2 | 001:400 | −3    | 01     |

Gruppe A der Fußball-Weltmeisterschaft 2010:

## Südafrika – Mexiko 1:1 (0:0)
| Südafrika                                                | Südafrika | Mexiko | Mexiko | Aufstellung                        |
| -------------------------------------------------------- | --- | --- | ------ | ---------------------------------- |
| Südafrika                                                | \| 1. Spieltag \| \| 11. Juni 2010 um 16:00 Uhr in Johannesburg (Soccer City) \| \| Zuschauer: 84.490 \| \| Schiedsrichter: Ravshan Ermatov ( Usbekistan) \| \| Spielbericht \| | \| 1. Spieltag \| \| 11. Juni 2010 um 16:00 Uhr in Johannesburg (Soccer City) \| \| Zuschauer: 84.490 \| \| Schiedsrichter: Ravshan Ermatov ( Usbekistan) \| \| Spielbericht \| | Mexiko | Aufstellung Südafrika gegen Mexiko |
| Südafrika                                                | Itumeleng Khune – Siboniso Gaxa, Aaron Mokoena , Lucas Thwala (46. Tsepo Masilela), Bongani Khumalo – Kagisho Dikgacoi, Reneilwe Letsholonyane, Steven Pienaar (83. Bernard Parker) – Teko Modise, Siphiwe Tshabalala, Katlego Mphela Cheftrainer: Carlos Alberto Parreira ( Brasilien) | Óscar Pérez Rojas – Paul Aguilar (55. Andrés Guardado), Ricardo Osorio, Francisco Rodríguez, Carlos Salcido – Rafael Márquez, Efraín Juárez, Gerardo Torrado – Giovani dos Santos, Carlos Vela (69. Cuauhtémoc Blanco), Guillermo Franco (73. Chicharito) Cheftrainer: Javier Aguirre | Mexiko | Aufstellung Südafrika gegen Mexiko |
| Südafrika                                                | 1:0 Tshabalala (55.) | 1:1 Márquez (79.) | Mexiko | Aufstellung Südafrika gegen Mexiko |
| Südafrika                                                | Dikgacoi (28.), Masilela (70.) | Juárez (18.), Torrado (57.) | Mexiko | Aufstellung Südafrika gegen Mexiko |
| Südafrika                                                | Spieler des Spiels: Tshabalala (Südafrika) | | Mexiko | Aufstellung Südafrika gegen Mexiko |
| 1. Spieltag                                              | | |        |                                    |
| 11. Juni 2010 um 16:00 Uhr in Johannesburg (Soccer City) | | |        |                                    |
| Zuschauer: 84.490                                        | | |        |                                    |
| Schiedsrichter: Ravshan Ermatov ( Usbekistan)            | | |        |                                    |
| Spielbericht                                             | | |        |                                    |

## Uruguay – Frankreich 0:0
| Uruguay                                                   | Uruguay | Frankreich | Frankreich | Aufstellung                          |
| --------------------------------------------------------- | --- | --- | ---------- | ------------------------------------ |
| Uruguay                                                   | \| 1. Spieltag \| \| 11. Juni 2010 um 20:30 Uhr in Kapstadt (Kapstadt-Stadion) \| \| Zuschauer: 64.100 \| \| Schiedsrichter: Yuichi Nishimura ( Japan) \| \| Spielbericht \| | \| 1. Spieltag \| \| 11. Juni 2010 um 20:30 Uhr in Kapstadt (Kapstadt-Stadion) \| \| Zuschauer: 64.100 \| \| Schiedsrichter: Yuichi Nishimura ( Japan) \| \| Spielbericht \|                                                                                        | Frankreich | Aufstellung Uruguay gegen Frankreich |
| Uruguay                                                   | Fernando Muslera – Mauricio Victorino, Diego Lugano , Diego Godín, Álvaro Pereira – Maximiliano Pereira, Diego Pérez (87. Sebastián Eguren), Egidio Arévalo Ríos, Ignacio María González (63. Nicolás Lodeiro) – Diego Forlán, Luis Suárez (74. Sebastián Abreu) Cheftrainer: Óscar Tabárez | Hugo Lloris – Bacary Sagna, William Gallas, Éric Abidal, Patrice Evra – Jérémy Toulalan, Yoann Gourcuff (75. Florent Malouda), Abou Diaby – Sidney Govou (85. André-Pierre Gignac), Nicolas Anelka (72. Thierry Henry), Franck Ribéry Cheftrainer: Raymond Domenech | Frankreich | Aufstellung Uruguay gegen Frankreich |
| Uruguay                                                   | Victorino, Lodeiro, Lugano | Evra, Ribéry, Toulalan | Frankreich | Aufstellung Uruguay gegen Frankreich |
| Uruguay                                                   | Lodeiro (81.) | | Frankreich | Aufstellung Uruguay gegen Frankreich |
| Uruguay                                                   | Spieler des Spiels: Forlán (Uruguay) | | Frankreich | Aufstellung Uruguay gegen Frankreich |
| 1. Spieltag                                               | | |            |                                      |
| 11. Juni 2010 um 20:30 Uhr in Kapstadt (Kapstadt-Stadion) | | |            |                                      |
| Zuschauer: 64.100                                         | | |            |                                      |
| Schiedsrichter: Yuichi Nishimura ( Japan)                 | | |            |                                      |
| Spielbericht                                              | | |            |                                      |

## Südafrika – Uruguay 0:3 (0:1)
| Südafrika                                                                | Südafrika | Uruguay | Uruguay | Aufstellung                         |
| ------------------------------------------------------------------------ | --- | --- | ------- | ----------------------------------- |
| Südafrika                                                                | \| 2. Spieltag \| \| 16. Juni 2010 um 20:30 Uhr in Tshwane/Pretoria (Loftus-Versfeld-Stadion) \| \| Zuschauer: 42.658 \| \| Schiedsrichter: Massimo Busacca ( Schweiz) \| \| Spielbericht \|                                                                                                  | \| 2. Spieltag \| \| 16. Juni 2010 um 20:30 Uhr in Tshwane/Pretoria (Loftus-Versfeld-Stadion) \| \| Zuschauer: 42.658 \| \| Schiedsrichter: Massimo Busacca ( Schweiz) \| \| Spielbericht \|                                                                                         | Uruguay | Aufstellung Südafrika gegen Uruguay |
| Südafrika                                                                | Itumeleng Khune – Siboniso Gaxa, Aaron Mokoena , Bongani Khumalo, Tsepo Masilela – Kagisho Dikgacoi, Reneilwe Letsholonyane (57. Surprise Moriri) – Teko Modise, Siphiwe Tshabalala – Steven Pienaar (79. Moeneeb Josephs) – Katlego Mphela Cheftrainer: Carlos Alberto Parreira ( Brasilien) | Fernando Muslera – Maximiliano Pereira, Diego Lugano , Diego Godín, Jorge Fucile (71. Álvaro Fernández) – Diego Pérez (90.+1' Walter Gargano), Egidio Arévalo Ríos, Álvaro Pereira – Diego Forlán – Luis Suárez, Edinson Cavani (89. Sebastián Fernández) Cheftrainer: Óscar Tabárez | Uruguay | Aufstellung Südafrika gegen Uruguay |
| Südafrika                                                                | 0:1 Forlán (24.) 0:2 Forlán (80., Foulelfmeter) 0:3 A. Pereira (90.+5') | | Uruguay | Aufstellung Südafrika gegen Uruguay |
| Südafrika                                                                | Pienaar, Dikgacoi | | Uruguay | Aufstellung Südafrika gegen Uruguay |
| Südafrika                                                                | Khune (76.) | | Uruguay | Aufstellung Südafrika gegen Uruguay |
| Südafrika                                                                | Spieler des Spiels: Forlán (Uruguay) | | Uruguay | Aufstellung Südafrika gegen Uruguay |
| 2. Spieltag                                                              | | |         |                                     |
| 16. Juni 2010 um 20:30 Uhr in Tshwane/Pretoria (Loftus-Versfeld-Stadion) | | |         |                                     |
| Zuschauer: 42.658                                                        | | |         |                                     |
| Schiedsrichter: Massimo Busacca ( Schweiz)                               | | |         |                                     |
| Spielbericht                                                             | | |         |                                     |

## Frankreich – Mexiko 0:2 (0:0)
| Frankreich                                                     | Frankreich | Mexiko | Mexiko | Aufstellung                         |
| -------------------------------------------------------------- | --- | --- | ------ | ----------------------------------- |
| Frankreich                                                     | \| 2. Spieltag \| \| 17. Juni 2010 um 20:30 Uhr in Polokwane (Peter-Mokaba-Stadion) \| \| Zuschauer: 35.370 \| \| Schiedsrichter: Khalil Ibrahim al-Ghamdi ( Saudi-Arabien) \| \| Spielbericht \|                                                 | \| 2. Spieltag \| \| 17. Juni 2010 um 20:30 Uhr in Polokwane (Peter-Mokaba-Stadion) \| \| Zuschauer: 35.370 \| \| Schiedsrichter: Khalil Ibrahim al-Ghamdi ( Saudi-Arabien) \| \| Spielbericht \|                                                                                     | Mexiko | Aufstellung Frankreich gegen Mexiko |
| Frankreich                                                     | Hugo Lloris – Bacary Sagna, William Gallas, Éric Abidal, Patrice Evra – Sidney Govou (69. Mathieu Valbuena), Jérémy Toulalan, Franck Ribéry, Florent Malouda, Abou Diaby – Nicolas Anelka (46. André-Pierre Gignac) Cheftrainer: Raymond Domenech | Óscar Pérez Rojas – Héctor Moreno, Ricardo Osorio, Francisco Rodríguez, Carlos Salcido – Rafael Márquez , Efraín Juárez (55. Chicharito), Gerardo Torrado – Giovani dos Santos, Carlos Vela (31. Pablo Barrera), Guillermo Franco (62. Cuauhtémoc Blanco) Cheftrainer: Javier Aguirre | Mexiko | Aufstellung Frankreich gegen Mexiko |
| Frankreich                                                     | 0:1 Chicharito (64.) 0:2 Blanco (79., Foulelfmeter) | | Mexiko | Aufstellung Frankreich gegen Mexiko |
| Frankreich                                                     | Toulalan, Abidal | Franco, Juárez, Moreno, Rodríguez | Mexiko | Aufstellung Frankreich gegen Mexiko |
| Frankreich                                                     | Das 0:1 war das 2.100. WM-Tor | | Mexiko | Aufstellung Frankreich gegen Mexiko |
| Frankreich                                                     | Spieler des Spiels: Chicharito (Mexiko) | | Mexiko | Aufstellung Frankreich gegen Mexiko |
| 2. Spieltag                                                    | | |        |                                     |
| 17. Juni 2010 um 20:30 Uhr in Polokwane (Peter-Mokaba-Stadion) | | |        |                                     |
| Zuschauer: 35.370                                              | | |        |                                     |
| Schiedsrichter: Khalil Ibrahim al-Ghamdi ( Saudi-Arabien)      | | |        |                                     |
| Spielbericht                                                   | | |        |                                     |

## Mexiko – Uruguay 0:1 (0:1)
| Mexiko                                                           | Mexiko | Uruguay | Uruguay | Aufstellung                      |
| ---------------------------------------------------------------- | --- | --- | ------- | -------------------------------- |
| Mexiko                                                           | \| 3. Spieltag \| \| 22. Juni 2010 um 16:00 Uhr in Rustenburg, Royal-Bafokeng-Stadion \| \| Zuschauer: 33.425 \| \| Schiedsrichter: Viktor Kassai ( Ungarn) \| \| Spielbericht \| | \| 3. Spieltag \| \| 22. Juni 2010 um 16:00 Uhr in Rustenburg, Royal-Bafokeng-Stadion \| \| Zuschauer: 33.425 \| \| Schiedsrichter: Viktor Kassai ( Ungarn) \| \| Spielbericht \|                                                                             | Uruguay | Aufstellung Mexiko gegen Uruguay |
| Mexiko                                                           | Óscar Pérez Rojas – Carlos Salcido, Héctor Moreno (57. Israel Castro), Francisco Rodríguez, Ricardo Osorio – Rafael Márquez, Gerardo Torrado, Andrés Guardado (46. Pablo Barrera) – Cuauhtémoc Blanco (63. Chicharito), Giovani dos Santos – Guillermo Franco Cheftrainer: Javier Aguirre | Fernando Muslera – Maximiliano Pereira, Diego Lugano , Mauricio Victorino, Jorge Fucile – Diego Pérez, Álvaro Pereira (77. Andrés Scotti), Egidio Arévalo Ríos – Diego Forlán – Edinson Cavani, Luis Suárez (85. Álvaro Fernández) Cheftrainer: Óscar Tabárez | Uruguay | Aufstellung Mexiko gegen Uruguay |
| Mexiko                                                           | 0:1 Suárez (44.) | | Uruguay | Aufstellung Mexiko gegen Uruguay |
| Mexiko                                                           | Chicharito, Castro | Fucile | Uruguay | Aufstellung Mexiko gegen Uruguay |
| Mexiko                                                           | Spieler des Spiels: Suárez (Uruguay) | | Uruguay | Aufstellung Mexiko gegen Uruguay |
| 3. Spieltag                                                      | | |         |                                  |
| 22. Juni 2010 um 16:00 Uhr in Rustenburg, Royal-Bafokeng-Stadion | | |         |                                  |
| Zuschauer: 33.425                                                | | |         |                                  |
| Schiedsrichter: Viktor Kassai ( Ungarn)                          | | |         |                                  |
| Spielbericht                                                     | | |         |                                  |

## Frankreich – Südafrika 1:2 (0:2)
| Frankreich                                                              | Frankreich | Südafrika | Südafrika | Aufstellung                            |
| ----------------------------------------------------------------------- | --- | --- | --------- | -------------------------------------- |
| Frankreich                                                              | \| 3. Spieltag \| \| 22. Juni 2010 um 16:00 Uhr in Mangaung/Bloemfontein, Free-State-Stadion \| \| Zuschauer: 39.415 \| \| Schiedsrichter: Óscar Ruiz ( Kolumbien) \| \| Spielbericht \|                                                                               | \| 3. Spieltag \| \| 22. Juni 2010 um 16:00 Uhr in Mangaung/Bloemfontein, Free-State-Stadion \| \| Zuschauer: 39.415 \| \| Schiedsrichter: Óscar Ruiz ( Kolumbien) \| \| Spielbericht \| | Südafrika | Aufstellung Frankreich gegen Südafrika |
| Frankreich                                                              | Hugo Lloris – Bacary Sagna, William Gallas, Sébastien Squillaci, Gaël Clichy – Abou Diaby, Alou Diarra (82. Sidney Govou) – Franck Ribéry, Yoann Gourcuff, André-Pierre Gignac (46. Florent Malouda) – Djibril Cissé (55. Thierry Henry) Cheftrainer: Raymond Domenech | Moeneeb Josephs – Anele Ngcongca (55. Siboniso Gaxa), Aaron Mokoena , Bongani Khumalo, Tsepo Masilela – Steven Pienaar, MacBeth Sibaya, Thanduyise Khuboni (78. Teko Modise), Siphiwe Tshabalala – Katlego Mphela, Bernard Parker (68. Siyabonga Nomvethe) Cheftrainer: Carlos Alberto Parreira ( Brasilien) | Südafrika | Aufstellung Frankreich gegen Südafrika |
| Frankreich                                                              | 1:2 Malouda (70.) | 0:1 Khumalo (20.) 0:2 Mphela (37.) | Südafrika | Aufstellung Frankreich gegen Südafrika |
| Frankreich                                                              | Diaby | | Südafrika | Aufstellung Frankreich gegen Südafrika |
| Frankreich                                                              | Gourcuff (25.) | | Südafrika | Aufstellung Frankreich gegen Südafrika |
| Frankreich                                                              | Spieler des Spiels: Mphela (Südafrika) | | Südafrika | Aufstellung Frankreich gegen Südafrika |
| 3. Spieltag                                                             | | |           |                                        |
| 22. Juni 2010 um 16:00 Uhr in Mangaung/Bloemfontein, Free-State-Stadion | | |           |                                        |
| Zuschauer: 39.415                                                       | | |           |                                        |
| Schiedsrichter: Óscar Ruiz ( Kolumbien)                                 | | |           |                                        |
| Spielbericht                                                            | | |           |                                        |